# Лумнеция
Лумнеция (романш. Lumnezia) — коммуна в Швейцарии, в кантоне Граубюнден.

## Административное подчинение
Комунна расположена в регионе Сурсельва кантона Граубюнден.

## История
Коммуна была образована в 2013 году путём объединения коммун Кумбель, Деген, Лумбрайн, Мориссен, Сурауа, Велла, Виньонь и Врин.

## Население
По состоянию на 2023 год, в коммуне проживало 2072 человека, 1907 из которых были швейцарцами, а 165 иностранцами.